# BBC Allied Expeditionary Forces Programme

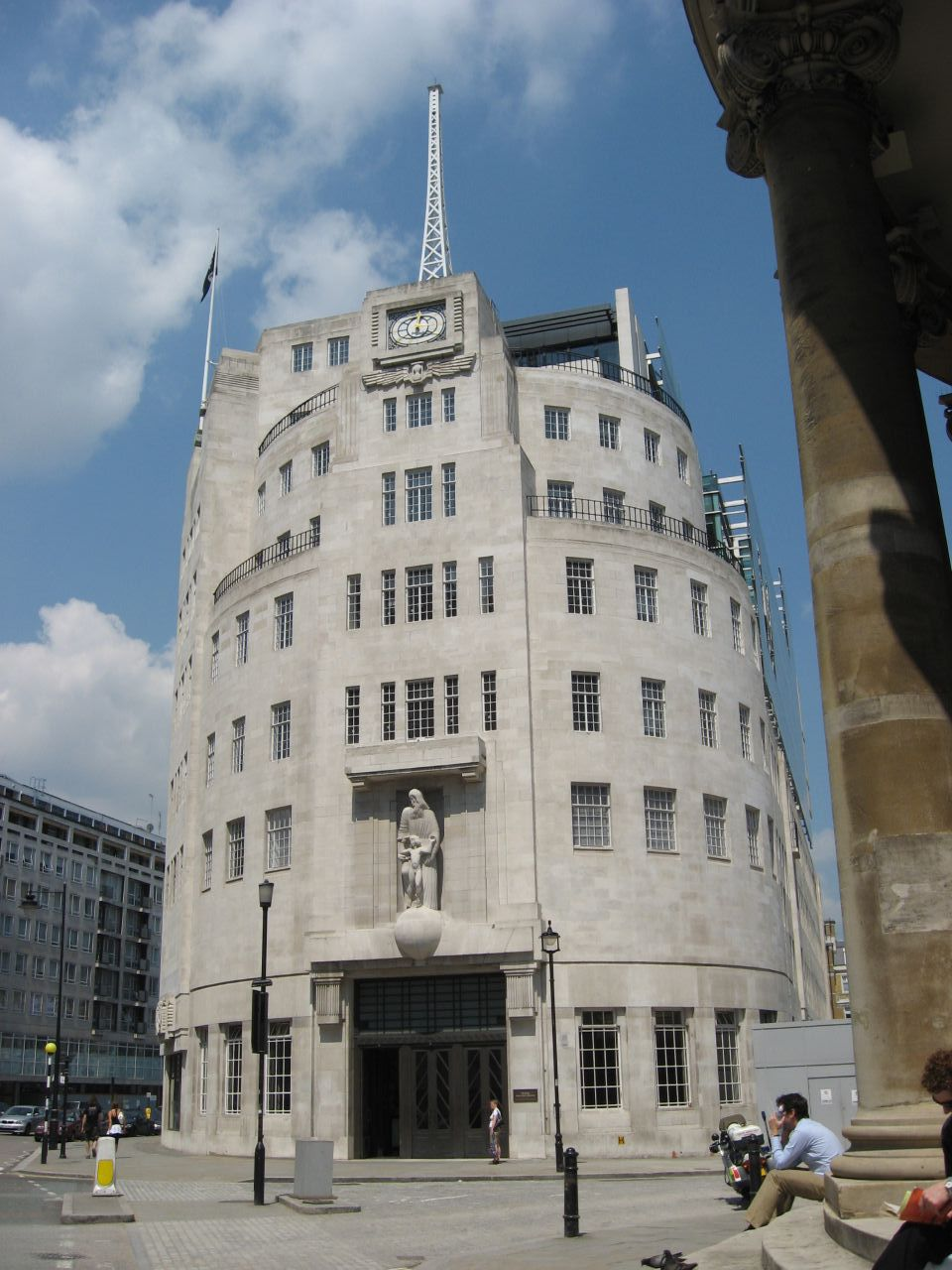
BBC Broadcasting House

BBC Allied Expeditionary Forces Programme war ein britischer Radiosender in der Mitte der 1940er Jahre. Die Sendezentrale befand sich im BBC Broadcasting House in London.

## Geschichte
Das so genannte Allied Expeditionary Forces Programme wurde im Auftrag der alliierten Streitkräfte von der British Broadcasting Corporation betrieben und begann seine Sendungen am 7. Juni 1944, dem Tag nach der Landung in der Normandie, auf der Langwellensendefrequenz 583 kHz. Der Truppenbetreuungssender sendete ein Unterhaltungs- und Informationsprogramm und war bekannt für seine Swing-Musik und Kabarett-Sendungen. Ein weiterer wesentlicher Bestandteil des Programms waren die Grußsendungen die als „Brücke zwischen Front und Heimat“ bezeichnet wurden. Am 28. Juli 1945, kurz nach dem VE-Day wurde das BBC Allied Expeditionary Forces Programme eingestellt und von dem British Forces Broadcasting Service  (BFBS) weiter geführt.